# Tchenaran
Le Tchenaran (persan : tchenârâni) est un type de chevaux de selle originaire d'Iran, issu du croisement entre le cheval du plateau persan et le cheval turkmène.

## Mentions
Cette race n'est pas répertoriée dans la base de données DAD-IS, ni dans les ouvrages de référence de CAB International (2016) et de l'Université de l'Oklahoma (2007) ; elle figure en revanche dans le guide Delachaux (2014), L'encyclopédie mondiale des chevaux (2010), un certain nombre d'encyclopédies plus anciennes, ainsi que dans un compte-rendu de l’International Congress on Animal Reproduction, tenu en 1976.

## Histoire
Le cheval Tchenaran a été développé dans la province du Khorassan, dans l'Est de l'Iran, par les Turkmènes. Il provient de croisements entre des étalons autochtones du plateau persan et des juments turkmènes,, il ne s'agit donc pas exactement d'une race. Les Tchenarans sont mentionnés depuis le XVIIIe siècle, sous Nader Shah, dans les chroniques de l'époque. Ils sont alors fort demandés par la cavalerie pour leur endurance, leur robustesse et leur bon caractère, mais ils seraient connus depuis plus de 2 000 ans.

## Description
Le modèle rappelle l'Arabe persan, et plus généralement celui des chevaux du désert. De taille moyenne, il toise environ 1,52 m au garrot. L'aspect extérieur de ce cheval est variable et dépendant de la région de son élevage. La tête est réputée élégante, portée sur une encolure légèrement arquée. Le garrot est proéminent, les épaules sont inclinées. Il a un corps compact, de bons reins et une forte croupe.
Toutes les couleurs de robe sont possibles.
Les allures sont droites et élégantes. Ce sont d'excellents chevaux de selle, réputés courageux et endurants, qui s'adaptent facilement. Vaillant, de bonne volonté, actif et dociles. 
D'après Caroline Silver, le croisement inverse entre juments du plateau persan et étalons turkmènes ne donnerait pas d'aussi bons chevaux, ni le croisement entre Tchenaran et Tchenaran.

## Utilisations
Il sert essentiellement de cheval de selle.

## Diffusion de l'élevage
La race est propre à l'Iran, mais elle est vraisemblablement devenue très rare. L'ouvrage Equine Science (4e édition de 2012) classe le Tchenaran parmi les races de chevaux de selle peu connues au niveau international.

### bibliographie
- [Graham Hope et Jackson 1976] (en) Charles Evelyn Graham Hope et Noel Jackson, The Encyclopedia of the Horse, Ebury Press, 1973, 336 p. (ISBN 0-7207-0599-1 et 9780720705997)
- [Rousseau 2014] Élise Rousseau (ill. Yann Le Bris), Tous les chevaux du monde, Delachaux et Niestlé, septembre 2014, 544 p. (ISBN 2-603-01865-5), « Tchenaran », p. 300. .
- [Ravazzi et Siméon 2010] Gianni Ravazzi et Victor Siméon (trad. de l'italien par Cécile Breffort), L'Encyclopédie mondiale des chevaux de race : Plus de 150 races de chevaux de selle et poneys, Éditions De Vecchi, 20 septembre 2010 (ISBN 978-2-7328-9546-8), p. 212. .